# Мумин ибн Ахмад
Мумин ибн Ахмад или Мумин ибн Ахмад эмир, Мумин I (тат. Мөэмин ибн Әхмәд, مؤمن ابن احمد, чув. Мумин ибн Ахмад; X век) — правитель Волжской Булгарии, сын Ахмада ибн Джагфара, Внук эмира Алмуша, объединитель земель Волжской Булгарии.

## Биография

### Объединение земель Волжской Булгарии

#### Причины булгарской феодальной войны
Ахмад ибн Джагфар имел двух сыновей — Мумина ибн Ахмада и Талиба ибн Ахмада.
В Болгаре в 922 году Алмуш провозгласили ислам в качестве государственной религии, но в городе Сувар многие жители остались в язычестве, были противниками исламских законов и хотели отделиться от болгарского государства.
Талиб ибн Ахмад же отстаивал независимость Суварского бекства от Булгарии. Мумин ибн Ахмад хотел создать единое государство. В 970-х годах между братьями началась гражданская война.

#### Город Болгар — столица единого государства
Талиб ибн Ахмад в 976 году проиграл гражданскую войну эмиру Мумину ибн Ахмаду. Таким образом Мумин ибн Ахмад в 976 году объединил всю Волжскую Булгарию вокруг Булгара, города-столицы, город Сувар утратил свою самостоятельность.

#### Итоги булгарской феодальной войны
Мумин ибн Ахмад объединил все булгарские племена и народы Поволжья в единое государство. Город Сувар подчинен исламскому закону. Булгары, оставшиеся в язычестве, переселились на Запад — это предки чувашского народа. Булгары-мусульмане — предки казанских татар, они основали главные болгарские города — Болгар, Сувар, Биляр, Джукетау, Кашан, Чаллы, Казань, создали богатую болгаро-татарскую мусульманскую культуру.
Таким образом, после правления Мумина ибн Ахмада булгары разделились на булгар-язычников (предков чувашей) и булгар-мусульман (предков татар).

### Отношения с Русью
Русские князья участвовали в грабительских войнах против Волжской Булгарии в 965 году и 985 году.

#### Предложение русским принять ислам
Мумин ибн Ахмад после объединения Булгарского государства (976 год) и ликвидации суварского язычества хотел обратить своих русских соседей, на тот момент ещё бывших язычниками, в ислам.
В 980-х годах Мумин ибн Ахмад отправил к князю Владимиру I булгарское посольство. По некоторым источникам это посольство возглавлял ученый Якуб аль-Болгари. Волжская Булгария официально предложила Киевской Руси принять ислам.
Владимир I не дал четкого ответа и начал выбирать монотеистическую религию. Согласно известному тюркологу О. Прицаку, Владимир I сначала принял ислам, но позже в 988 году крестил себя и Киевскую Русь.
Согласно Книге арабского историка аль-Марвази (1120), в 1014 году булгарский правитель Абу Исхак Ибрахим ибн Мухаммад вновь просил князя Владимира I обратиться в ислам. Эту точку зрения отстаивает в своих книгах О. Прицак.

#### Итоги мусульманского посольства
В 985 году был заключен первый мирный договор между Волжской Булгарией и Киевской Русью.